# Victor Gram
Victor Bernhard Gram (født 30. januar 1910 i Højby, død 12. februar 1969 i København) var en dansk politiker (Socialdemokraterne) og minister.
Valgt til Folketinget første gang i 1943. 
- Forsvarsminister i Regeringen Jens Otto Krag I fra 15. november 1962 til 26. september 1964
- Forsvarsminister i Regeringen Jens Otto Krag II fra 26. september 1964 til 2. februar 1968